# Skamhed
Skamhed is een plaats in de gemeente Vansbro in het landschap Dalarna en de provincie Dalarnas län in Zweden. De plaats heeft 120 inwoners (2005) en een oppervlakte van 53 hectare.